# Euphyia minima
Euphyia minima är en fjärilsart som beskrevs av Samuel E. Cassino och Louis W. Swett. Euphyia minima ingår i släktet Euphyia och familjen mätare. Inga underarter finns listade i Catalogue of Life.